# Попович, Драган
Драган (Дон) Попович (род. 1 января 1941, Беране) — югославский футболист и футбольный тренер. Работал в основном в США. Играл на профессиональном уровне в Югославии, Канаде и Североамериканской футбольной лиге. Позже он тренировал ряд клубов NASL и MISL.

## Игрок
Попович родился в 1941 году в Югославии, в сезоне 1963/64 он сыграл четыре матча за «Црвену звезду». В 1967 году он переехал в Соединённые Штаты играть за «Сент-Луис Старз» из Национальной Профессиональной футбольной лиги. В 1968 году NPSL объединилась с USL, в итоге была сформирована Североамериканская футбольная лига. В том же году Попович перешёл в «Канзас-Сити Сперс», где играл, по крайней мере, один полный сезон и, возможно, часть следующего сезона. В 1969 году он вернулся в «Старз», где и закончил свою карьеру в NASL в 1971 году. В том же году он был зачислен в символическую сборную лиги. Затем он переехал в Канаду, где до 1973 года играл за «Сербиан Уайт Иглз» из канадской Национальной Футбольной Лиги. В том же году он сыграл за сборную Канады в выставочном матче с «Арсеналом».

## Тренер
Играя за «Сент-Луис Старз», Попович также работал помощником тренера. В 1974 году Попович стал главным тренером из «Сербиан Уайт Иглз». Он привёл команду к победе в Национальной футбольной лиге Канады 1975 года. В 1976 году Попович был назначен главным тренером «Рочестер Лансерс» из Североамериканской футбольной лиги. В 1978 году он возглавил «Нью-Йорк Эрроуз», который вступил в новосозданную MISL. Как и Попович, большинство игроков клуба перешли в «Эрроуз» из «Рочестер Лансерс». Он привёл «Эрроуз» к четырём последовательным чемпионским титулам MISL (1979—1982), а в 1981 году был признан тренером года в лиге. «Эрроуз» уволили его в конце февраля 1983 года и через неделю он был нанят на пост тренера «Сан-Хосе Эртквейкс». Он тренировал «Эртквейкс» в сезонах 1983 (признан тренером года) и 1985 годов, а также в 1983/84 сезоне шоубола. В ходе 1984/85 сезона шоубола Попович был уволен. 16 декабря 1984 года «Лас-Вегас Американс» наняли Поповича, чтобы заменить играющего тренера Алана Майера. Когда в июне 1985 года «Американс» были расформированы, Попович был нанят в «Питтсбург Спирит». «Спирит» был расформирован в конце сезона, и Попович собирался уехать работать тренером в Португалии. В декабре 1985 года Попович получил предложение от «Нью-Йорк Экспресс». Несмотря на то, что он начал работать с командой, контролировать приобретение игроков и даже выводил команду на несколько игр в конце января 1987 года, клуб так и не подписал с ним контракт. При отсутствии доступных тренерских вакансий Попович начал работать в сфере недвижимости. В 1989 году Поповича нанял новосозданный «Сент-Луис Сторм». Он тренировал команду в течение почти трёх сезонов, прежде чем был уволен в марте 1992 года. В 1993 году Попович стал директором молодёжного футбольного клуба «Лоус Фуш», который представлен в Сент-Луисской молодёжной футбольной лиге. В 2000-х он тренировал различные молодёжные составы (13—16 лет), с которыми семь раз выиграл кубок штата. Он был включён в Зал футбольной славы Сент-Луиса в 2004 году.